# リック・ペリー
ジェームズ・リチャード "リック"・ペリー（James Richard "Rick" Perry、1950年3月4日 - ）は、アメリカ合衆国の政治家。ドナルド・トランプ政権でエネルギー長官を務めたほか、テキサス州知事を歴任した。

## 経歴
1950年3月4日に西テキサスのアビリーンから北に位置するペイントクリークで、父のジョセフ・レイ・ペリー (1925年から2017年)と母のアメリア・ジューン・ペリーとの間に誕生する。綿花農業を営む父はハスケル郡の郡政委員長と教育委員会のメンバーを務め、第二次世界大戦中は尾部銃手であった。
ペリーは父祖がテキサスに移住して以来5世代目にあたる。父方の祖先であるジェーン・キリアンは1832年に9歳の時に両親であるジョン・ペリーとマリア・ペリーと共にテネシー州からメキシコ領テキサスに移住した。母方の祖先のアイシー・アベルスはミシシッピー州から来たチョクトー族であった。
1968年にペイントクリーク高等学校を卒業する。ペリーはボーイスカウトに属しており、アメリカボーイスカウト連盟で最高の進級記章であるイーグルスカウトを得ている。1968年にペリーはテキサスA&M大学（Texas Agriculture and Mechanical University）に進学し、獣医学を専攻し1972年にテキサスA&M大学を卒業する（学士）。在学中は同大学における 士官候補生団（Corps of Cadets）のメンバーとなっている。学業成績GPAは4.0中2.5と芳しくなく、獣医の道では無くアメリカ空軍に入隊する道を選んだ。大学卒業後にアメリカ空軍に従軍し、パイロットの訓練を完了した後、1977年に退役するまでの間、アメリカ国内・ヨーロッパ・中東でC-130輸送機の操縦に従事した。退役時の階級は大尉であった。空軍を退役した後、サウスウエスト航空のパイロット訓練のプログラムに参加したが、故郷のテキサスに戻り、父と共に綿花栽培事業に従事する。1982年にエレメンタリースクール以来の幼馴染で恋人で看護師のアニタ・シグペン(Anita Thigpen)と結婚し、ハスケルの外の600平方メートルの家に転居した。

### 議員
1984年に民主党からテキサス州下院議員に当選した。1987年には当時のテキサス州知事で共和党のビル・クレメンツが提出した57億ドルの増税案に賛成票を投じている。また、年間7200ドルであった州議会議員の報酬を3倍にするという法案を共同執筆している。この法案は州の住民投票により否決されている。1985年にアメリカ合衆国下院議員でアメリカ民主党のケント・ハンスが共和党に鞍替えした際には、自分であれば離党し転向するよりむしろ党を変えようとするだろう、残念だと『アビリーン・リポーターニュース』紙に語っている。その後労働者災害補償保険制度の法案を議会に提出し、当時州内の政治に強い影響力をもっていた法廷弁護士たちを怒らせたが、1989年にこの法案は可決した。1988年大統領選挙ではアル・ゴアを支持し、テキサス州の民主党予備選挙でゴアのキャンペーンマネージャーを務める。この際ジェシー・ジャクソンを支持するジム・ハイタワーに対抗するために「共和党に鞍替えするのでは？」と噂された。テキサス州の共和党委員長フレッド・マイヤーやフィル・グラム上院議員ら元民主党の共和党議員からの積極的な勧誘の後、1989年9月29日に所属政党を共和党に変更した。1990年に州農政監察官に共和党候補として立候補し、ハイタワーに勝利して当選した。同州下院議員を歴任後に1998年の中間選挙でテキサス州副知事に当選した。

### テキサス州知事
2000年大統領選挙で当選したことによってジョージ・W・ブッシュがテキサス州知事を辞任したのに伴い、後任として州知事に昇格した。以後2002年・2006年・2010年の選挙で当選しており、州史上最長の在任期間の知事である。また2011年時点で連続在任としてはアメリカの50州で最長期間の知事である（通算では17年目のアイオワ州知事テリー・ブランスタッドが最長である）。またテキサス州知事就任後のペリーは同州に100万人の雇用を生み出すことに成功するなどの実績を積んでいる。
2012年大統領選挙の共和党候補が本命不在を叫ばれる中、それまでに出馬を表明した候補に不満のある勢力から、「反ワシントン」色の強いペリーに対する待望論が浮上し、その動向が注目されていた。2011年8月13日に南部サウスカロライナ州の集会で、共和党予備選挙に出馬を表明した。しかし度重なる失言を連発するなどして、評価を下げた。例えばサウスカロライナ州での討論会で、ペリーは「トルコは北大西洋条約機構（NATO）に留まるべきか」との質問に「トルコはイスラム教のテロリストに統治された国」と発言した。その上で「加盟の是非を議論するだけでなく、国際援助をゼロにすることも検討すべきだ」と発言した。これは、トルコ政府が17日に異例の抗議声明を発表する騒ぎに発展し、アメリカ合衆国国務省が釈明に努めるなど国際的な波紋を広げた。11月上旬のテレビ討論会では、肥大化した政府組織をスリムにするために3つの政府機関を潰すと訴えた。その際問題の省庁を「商務省、教育省…」と指折り数え始めたが、そして長く沈黙した。「あれ、3つ目は何だったかな？」と言い、場内に失笑があふれる中で再度3つの名を挙げようとするが、またも3つ目が思い出せず、他の候補者からは「EPA（環境保護庁）か？」と突っ込まれる。「そうEPA、いやEPAでは無い。EPAの改革は必要だが…」とペリーは苦笑した。そして3度目の挑戦では2番目の教育省すら忘れ、彼の口からは「商務省」しか出てこなかったので、「Oops!（しまった！）」と言った。このしばらく後に「第3の機関」がエネルギー省だったことを思い出したが、支持率を大きく減らした。2012年1月19日に選挙戦からの撤退を表明し、ニュート・ギングリッチ元下院議長の支持を表明した。
2014年8月15日に職権乱用など2件の罪でオースティンの大陪審によって起訴された
。
2015年にテキサス州知事を退任した。

### 2016年アメリカ合衆国大統領選挙
2015年6月4日に2016年大統領選挙への出馬を表明した。同年9月に大統領選挙からの撤退を発表する。

### ドナルド・トランプ政権
2016年12月14日にドナルド・トランプ次期大統領によってエネルギー長官に指名され、2017年3月2日にアメリカ合衆国上院にて62対37で承認されて第14代長官に就任した。
2017年6月1日にパリ協定離脱を表明したトランプ政権内で、ペリーは地球温暖化懐疑論者といわれているが、ティラーソン国務長官と共にパリ協定に留まるよう説得していたと報じられている。トランプ大統領のパリ協定離脱表明直後には中国が気候変動対策でリーダーシップをとることを歓迎するとしつつ、パリ協定から離脱しても、依然アメリカはクリーンテクノロジーでの優位性などから温室効果ガス排出削減のリーダーであり続けると述べた。同年6月6日にはパリ協定離脱反対派であるカリフォルニア州のジェリー・ブラウン州知事と共に中国が北京で主催した第8回クリーンエネルギー部長級会議に出席した。中国の張高麗副首相と会談してクリーンエネルギーでの米中協力で一致するも、一地方自治体に対する異例の厚遇である中国の習近平国家主席との会見を行ったブラウン州知事との対応の違いが目立ったが、ブラウン州知事は中国の一帯一路に参加する意向を示し、南京から北の移動に高速鉄道を利用したことが待遇の違いにつながっている。
2019年4月にエネルギー長官からの退任に向けて調整が進められていることが報じられたが、同年10月17日にトランプ大統領はペリーが年内に退任することを明らかにして、2019年12月1日にエネルギー長官を退任した。

## 人物
地球温暖化に懐疑的な立場をとっており、大気中の二酸化炭素の増加を抑制する努力がアメリカ経済に大きな打撃を与えると語っている。　
同性結婚と妊娠中絶の合法化に反対の立場を表明している。
聖書の無誤性を信じていると語り、インテリジェント・デザイン説を信じていると主張している。2011年8月18日に大統領共和党予備選挙のキャンペーンでニューハンプシャー州を訪れた際に「地球は何歳だと思いますか？」という少年の質問を受けて、「自分には分からない、かなりの年月を経ている」などと答えている。さらに少年（に質問を指示している母親）から進化論について尋ねられ、進化論はひとつの理論であり欠落部があると答えている
。 
中東政策では親イスラエルの立場を取っている。2011年9月20日にニューヨーク市内で開催された記者会見では、パレスチナの国際連合加盟申請の動きに対して、パレスチナが国家設立に向けて行動する場合、アメリカはパレスチナへの経済援助を見直すべきである、など主張した（2011年9月23日にパレスチナは国際連合への加盟を申請）。
死刑制度を肯定しており、州知事就任後にアメリカ国内の死刑の約4割がテキサス州で執行されている。2004年に死刑が執行されたテキサス州の元死刑囚の男性キャメロン・トッド・ウィリングハムについて、無罪だった可能性を指摘する報告書が相次いでいる。しかし法廷の過ちを調査する州の委員会が開かれようとした矢先にメンバー4人を相次いで退任させたため、「冤罪死刑執行の揉み消し」と批判された。
アメリカ在郷軍人会のメンバーである。

## 家族
アニタ・シグペン・ペリー夫人との間に息子のグリフィンと娘のシドニーがいる。